# Osumilite
L'osumilite (chiamata anche osumilite-(Fe); simbolo IMA: Osm) è un minerale raro della classe dei minerali dei "silicati e germanati" appartenente al gruppo della milarite con la composizione chimica idealizzata KFe2Al3(Al2Si10)O30 e quindi chimicamente un silicato di potassio-ferro-alluminio. Strutturalmente, l'osumilite appartiene ai ciclosilicati.

## Etimologia e storia
Quando nel 1951 Akiho Miyashiro dell'Università imperiale di Tokyo, come parte di uno studio sulla cordierite, venne a conoscenza che il minerale aveva tipiche proprietà ottiche uniassialmente positive nelle vulcaniti, inizialmente sospettò che potesse trattarsi di una modificazione ad alta temperatura del minerale. Dopo un'analisi dettagliata di tale "cordierite uniassiale" nell'inverno del 1952/1953, Miyashiro determinò che non si trattava di cordierite, ma di un minerale precedentemente sconosciuto con simmetria esagonale. Il campione di minerale proveniva dalle riodaciti contenenti biotite vicino a Sakkabira vicino a Tarumizu nella prefettura di Kagoshima sull'isola giapponese di Kyūshū.
Miyashiro chiamò il nuovo minerale in onore della storica provincia di Ōsumi (ora la parte orientale di Kagoshima), dove si trova Sakkabira. La seconda parte della parola risale alla parola greca λίθος ('líthos', pietra). Ha pubblicato i risultati delle sue ricerche sul nuovo minerale osumilite nel 1953 nella rivista giapponese Proceedings of the Japan Academy. Una prima descrizione più dettagliata, che includeva la struttura cristallina decifrata, seguì nel 1956 sulla rivista American Mineralogist.
Il campione tipo del minerale è conservato nell'Harvard Mineralogical Museum dell'Università Harvard a Cambridge (Massachusetts) con il numero di collezione 104744.
Poiché l'osumilite era conosciuta e riconosciuta come una specie minerale a sé stante molto prima della fondazione dell'Associazione Mineralogica Internazionale (IMA), questa è stata adottata dalla sua Commission on New Minerals, Nomenclature and Classification (CNMNC) e si riferisce all'osumilite come un cosiddetto minerale "grandfathered" (G).

## Classificazione
Nell'obsoleta 8ª edizione della sistematica mineralogica secondo Strunz, l'osumilite apparteneva alla classe minerale dei "silicati e germanati" e quindi alla sottoclasse dei "ciclosilicati", dove insieme ad armenite, merrihueite, milarite, roedderite, sogdianite e yagiite forma il "gruppo della milarite" con il sistema nº VIII/C.10.
Nella Sistematica dei lapis (Lapis-Systematik) secondo Stefan Weiß, che è stata rivista e aggiornata l'ultima volta nel 2018 ed è ancora strutturata secondo questa vecchia edizione di Strunz, al minerale è stato assegnato il sistema e al minerale nº VIII/E.22-090. In questa Sistematica ciò corrisponde alla classe dei "ciclosilicati", dove l'osumilite insieme ad agakhanovite-(Y), almarudite, armenite, berezanskite, brannockite, chayesite, darapiosite, dusmatovite, eifelite, emeleusite, faizievite, friedrichbeckeite, klöchite, lipuite, merrihueite, milarite, oftedalite, osumilite-(Mg), poudretteite, roedderite, shibkovite, sogdianite, sugilite, trattnerite, yagiite e yakovenchukite-(Y) forma il "doppio gruppo a sei anelli [Si12O30]12-" con il sistema nº VIII/E.22.
La 9ª edizione della sistematica minerale di Strunz, che è stata aggiornata l'ultima volta dall'Associazione Mineralogica Internazionale (IMA) nel 2024, classifica l'osumilite nella classe "9.C Ciclosilicati"; questa è ulteriormente suddivisa in base al tipo di struttura dell'anello, in modo che il minerale possa essere trovato nella sottoclasse "9.CM [Si6O18]12- anelli doppi con 6 membri (sei doppi anelli)" in base alla sua composizione, dove si trova insieme ad almarudite, armenite, berezanskite, brannockite, chayesite, darapiosite, dusmatovite, eifelite, friedrichbeckeite, klöchite, merrihueite, milarite, oftedalite, osumilite-(Mg), poudretteite, roedderite, shibkovite, sogdianite, sugilite, trattnerite e yagiite e con le quali forma il "gruppo della milarite" nº 9.CM.05.
Anche la sistematica dei minerali Dana, che viene utilizzata principalmente nel mondo anglosassone, classifica l'osumilite nella classe dei "silicati e germanati" e lì nella già più finemente suddivisa sottoclasse dei "ciclosilicati: anelli condensati". Qui si trova insieme a brannockite, chayesite, darapiosite, eifelite, merrihueite, osumilite-(Mg), poudretteite, sugilite, yagiite, dusmatovite, milarite, sogdianite, roedderite, berezanskite, shibkovite, trattnerite, almarudite, oftedalite, klöchite e friedrichbeckeite nel "gruppo della milarite-osumilite" con il sistema nº 63.02.01a all'interno della sottosezione "Ciclosilicati: anelli condensati a 6 membri".

## Abito cristallino
L'osumilite cristallizza nel sistema esagonale nel gruppo spaziale P6/mcc (gruppo nº 192) con i parametri del reticolo a = 10,12 Å e c = 14,32 Å così come due unità di formula per cella unitaria.

## Proprietà
L'osumilite è fortemente dicroica, cioè mostra due colori differenti quando la luce passa da due direzioni diverse. La luce continua nella direzione dell'asse ottico principale fa apparire l'osumilite dall'azzurro al blu-viola, al rosa pallido o al bruno-giallastro pallido. Perpendicolare a esso, è incolore o marrone.

## Origine e giacitura
L'osumilite si forma in facies granulitica metamorfica (MP/HT) a temperature intorno ai 1000 °C e pressioni nell'intervallo di circa 8-10 kbar. Lì si trova solitamente nelle druse come precipitazione dalla fase gassosa e una massa di terreno di riolite e dacite. I minerali associati possono includere biotite, cristobalite, fayalite, iperstene, feldspato potassico, magnetite, oligoclasio, quarzo, tridimite e zircone.
Essendo una rara formazione mineraria, l'osumilite è conosciuta solo in poche località, motivo per cui sono stati documentati solo poco più di 20 eventi. A parte la sua località tipo Sakkbira, il minerale è stato finora trovato solo in Giappone a Shimizu (Hayato) vicino a Kirishima nella prefettura di Kagoshima.
In Germania, l'osumilite è stata finora rinvenuta presso lo Zinster Kuppe nel comune di Kulmain in Baviera, nell'Alto Palatinato, il "Blaue Kuppe" presso Eschwege e sull'Hainer Berg presso Ober-Ohmen in Assia, nonché nella cava di Caspar presso l'Ettringer Bellerberg, presso il "Nickenicher Weinberg" (Nickenicher Sattelberg) presso Nickenich, presso il Tönchesberg e presso il Wannenköpfe (vedi anche complesso vulcanico Wannengruppe) a Ochtendung nel circondario di Mayen-Coblenza e sull'Herchenberg vicino a Burgbrohl nel circondario di Ahrweiler in Renania-Palatinato.
In Austria, il minerale è stato trovato solo sul Pauliberg nel distretto di Oberpullendorf nel Burgenland e sullo Steinberg vicino a Mühldorf bei Feldbach nel sud della Stiria.
Altri siti includono la regione antartica di Enderbyland, a Mont Denise vicino a Espaly-Saint-Marcel nel dipartimento francese dell'Alta Loira, al vulcano "Cordieritovyi" negli altopiani di Keli (municipalità di Kazbegi, Mtskheta-Mtianeti) in Georgia, vicino a Visakhapatnam in India, al Vesuvio e al Monte Arci in Italia, nella provincia canadese del Labrador, in diversi siti della zona Amboasary Sud in Madagascar, nell'Isola del Nord in Nuova Zelanda, nella provincia norvegese di Rogaland, nell'Altopiano dell'Aldan (Siberia Orientale) in Russia, in Namaqualand in Sudafrica, nella parte tagika dei monti Alaj, sulla collina di Labwor in Uganda, vicino a Tarpa nella contea di Szabolcs-Szatmár-Bereg in Ungheria e in un sito senza nome nella contea di Pershing del Nevada e le scogliere di ossidiana sulla North Sister Mountain nella contea di Lane (Oregon, Stati Uniti).

## Forma in cui si presenta in natura
L'osumilite sviluppa piccoli cristalli tabulari o prismatici fino a circa cinque millimetri di dimensione con una lucentezza simile al vetro sulle superfici, ma può anche essere trovato o allevato in aggregati massicci. I cristalli, per lo più trasparenti o traslucidi, sono di colore dal blu scuro al grigio scuro, più raramente di colore verde, marrone o nero. Sulla mattonella di prova l'osumilite lascia uno striscio bianco-grigiastro.